# Kurdiumiwka (obwód doniecki)
Kurdiumiwka (ukr. Курдюмівка) – osiedle typu miejskiego na Ukrainie, w obwodzie donieckim, w rejonie bachmuckim, w hromadzie Torećk. W 2001 liczyło 1161 mieszkańców, spośród których 595 wskazało jako ojczysty język ukraiński, 563 rosyjski, a 3 inny.